# سوردیو
سوردیو (به ایتالیایی: Sordio) یک کومونه در ایتالیا است که در استان لودی واقع شده‌است.

## خصوصیات
سوردیو ۲٫۸ کیلومترمربع مساحت و ۳٬۰۷۹ نفر جمعیت دارد.